# FCM F1
FCM F1とは戦間期後期にフランスのForges et Chantiers de la Méditerranée（地中海造船・製鉄所）で開発された超重戦車である。1940年にはシャール2Cの代替のために12両が発注されたが、生産開始の前にフランスが制圧され、木製のモックアップが完成したのみであった。FCM F1は大きく、かつ前後に引き伸ばされたような形をしており、2基の砲塔を備えていた。1基は車体前部に、もう1基は後方に置かれ、各砲塔が高初速の単装砲を備えた。後部砲塔はより配置が高いために前方の砲塔を超過して射撃できた。本車は重装甲化を目指していた。1940年時点で、その寸法と防御水準のため重量はおよそ140tとなり、実際に量産のため発注指示まで進んだ中ではこれまでで最高に重い戦車である。エンジン2基をもってしてもその速力は低速であった。この戦車の主な用途はドイツ軍の防御ラインの突破であって敵戦車との交戦ではなかった。FCM F1の開発経緯は非常に込みいっている。これは幾種類も超重戦車の計画が存在し、設計目標が重なり合い、これらの仕様に定期的に変更が加えられたためである。各計画のために次々と、複数の企業が1種類かそれ以上の競合製作の申し出に加わっていた。

## 「重戦車」分類時の計画
1920年代のフランスでは戦車に類別法を適用し、重量によって分類していた。最重量のクラスは「Char Lourd」、つまり重戦車で形成された。1921年と1930年の計画の中では、このクラスのための新戦車は想定されておらず、シャール 2Cが重戦車の任務を満たしていた。1926年の計画は、1928年3月28日に「Char d'Arrêt」（直訳すれば阻止戦車）計画へ至った。これは重量50tで、敵の前進を阻止できる独立した要塞「fort d'arrêt」にちなんで名づけられていた。1928年7月13日、指定通りに2門の高初速75mm砲が1つの砲塔に装備された。どちらも前面が150mm、そのほかの三方は100mm厚の装甲で防護されていた。側面装甲はおよそ60mmか70mmに厚みを減らされることとなった。速力は不整地にて約5ないし6km/hとなるはずであった。足回りに緩衝機構は装備されていない。FCMの概念設計の際に重量が100tに達し、このように巨大な車両では操向の問題を克服できないと懸念された。7月の終わりに連結式の戦車が想定されている。これは発動機と無限軌道が個別化され、砲モジュールが2倍にされていた。各車の重量は70tから80t、そして装甲は100mmを装備していた。こうした新奇な構造を考慮するより、もっと従来的な対案が並行して研究された。この戦車は重量65t、75mm砲1門を備え、120mmの装甲で防御していた。1929年2月、この対案が選ばれ、仕様に調整を加えることが決められた。1929年4月20日、この形式の戦車の製造に充てられる予算がないことが告げられた。さらに1929年5月17日、開発は中止させられた。
1929年7月、STCC(Section Techniques des Chars de Combat、戦車部技術課)ではまた別の重戦車の研究を開始し、出力500hpのエンジンとジョンソン式履帯をつけ、速力12km/hとより高速な設計案を提示している。重量は65t、砲塔に120mm砲を載せ、前面防御は50mm厚であった。1930年1月、これは高初速75mm砲を載せた重量70tの戦車の計画に変更された。全周の装甲は40mm厚で、全長は9.35mである。この設計はすぐさま廃案となり、以後長年にわたりフランスの超重戦車の開発は座から外されていた。
しかし1936年5月4日、Julien Claude Marie Sosthène Dufieux将軍の指導のもと、「Conseil Consulatif de l'Armement」（直訳で兵器諮問会議）が重戦車の開発を決定し、続いて仕様が1936年11月12日に定められた。最大重量は45t、距離200m以上から射撃された75mm徹甲弾に耐え、速力は30km/h、航続距離は200km、そして長砲身75mm砲を1門車体に搭載し、砲塔には47mm砲を搭載する事とされた。そのためこれは特大のシャール B1に似た車両になる予定だった。シャール B1は他に幾種類も開発計画が進行中であった。
1937年、AMX（イシー・レ・ムリノー工廠）、ARL（リューエ製造所）、FCMの3つの企業が試作車の提案に参加した。ARLは同時に3種類の計画案を提示すらした。ただしどれもが、この開発の初期段階でさえ45tより重たく計画されていた――しかも、実際の製造中にもっと重くなる恐れがあった。1937年3月26日、これに対して「Conseil Supérieur de la Guerre」（直訳すれば高級戦争評議会）では当初、非常に小型で安価だが60mmと重装甲で、イギリス製のマチルダI歩兵戦車によく似た車両を生産すると決めていた。また最初の設計案では37mm砲を装備していた。もっと優れた兵装が要望された際、SAET（Section de l'Armement et des Études Techniques、フランス軍参謀本部兵器戦術研究課）は1937年4月5日に調査を行い、この戦車はおよそ重量20tほどになるはずであり、一方でこの重量のクラスとして、別の戦車であるシャール G1がすでに開発に入っていると判った。
こうした結果、1938年2月、仕様がまたも根本的に変更された。今度は砲塔に75mm砲を載せた超重戦車が要求され、重量の制限は設けないこととされた。全ての計画の中で、新しい仕様はFCMが出したオリジナルの60t車両の提案に最もよく似ていた。そこでフランス最高司令部では1938年4月6日、FCMに開発契約を与えると決断した。また車両はシャール F1と呼ばれることとなった。にもかかわらず、この計画とは、重戦車設計の中間段階以外のものではなかったことが判明した。また2月にはすでに、戦車の監察官であるジュリアン・フランソワ・ルネ・マーティンを長として特別委員会が設けられており、当時、西部ドイツとの国境に新しく構築中であった防衛線、ヴェストヴァルを克服するという問題を研究中だった。

## 「要塞襲撃戦車」時の計画
委員会では緊急に重戦車のコンセプトを復活させたが、それに適用できるのは45t戦車の計画のみであった。また近代的な要塞の攻略に最適化された戦車を区別して「Char d'Attaque des Fortifications」（直訳すれば要塞襲撃戦車）とした。この車両は、砲塔に高初速砲を搭載するべきであった。ただし自身は対戦車砲に耐えるものとされた。速力は二義的なものとみなされ、最大10km/h程度と推測された。だが、超壕能力や渡渉能力は優れていなくてはならない。こうすると、結果は過度にかさばる車両になるはずで、本車はモジュール方式を採用し、区画ごとに分割輸送できなければならないとされた。1938年5月4日、「Direction des Fabrications d’Armement」（直訳で兵器生産部）ではこれをシャールFと区別してシャール H計画と呼ぶよう提案している。だがこれはオチキス H35との混同を招く少々の危険から拒否された。
フランスの最高司令部は1938年4月に委員会の計画を了承し、詳細の検討作業のため、第二の委員会の任命を進めていた。またこの新しい委員会は、結局45t戦車は効果的では無いのではないかという疑問点の検討も担当していた。1938年5月9日の最初の会合で、委員会は戦術的な要求から、砲塔に75mm砲を備え、全周に120mmの装甲が必須であるとの結論に速やかに至った。これでは重量45tに甘んじることはできなかった。さらに一方で、登坂や縦走能力を旧式のシャール 2Cと等しくするにさえ、結果は150tから200tの巨大化が予想された。これでは車両の区画をモジュラー化する設計としても、輸送が実現困難になると予想された。したがって空虚重量45tの車体を用い、65t級の車両をさらに模索することが決定された。
1938年の第二回会合で、幾つか問題となる資料が検討された。大半の橋の通行可能な最大重量は個車35tであり、そのため新しい戦車は特製のポンツーンを用いて河を渡す必要があるとされた。ドイツ側の対戦車壕はおよそ幅7mで設計されていると判明しており、そこで非常に長々しい車両が必要であると思われた。とはいえ既存の鉄道用貨車は最大100tを輸送できた。またドイツ軍の強力な88mm砲を見るに、120mm厚の装甲でも十分ではないとの予想が指摘された。委員会では重量56tの「char minimum」（最小の戦車）を超壕能力の不足から拒否した。さらにボワロ技師による先進的な120t連結式戦車を製造する提案も破棄された。2つの選択肢が残された。重量89tで2部分に分解できる「最小の戦車」、そして重量110tで長さ8m、超壕能力を備えた「フレーム戦車」である。後者のデザインは、第一次大戦中にアメリカで製造されたスケルトン・タンクをおおまかになぞるもので、ただし重心を移動させるため、中空式の無限軌道のフレームに沿って本体部分を動かせるという特徴が加えられていた。
1938年9月、最高司令部は両車の実現性につき、フランスの製造社による速やかな研究開始を指示した。ARLには「最小の戦車」の開発計画が与えられた。ARLは1939年5月に最初の設計案を提示した。これは重量120t、2部分割のモジュール式で構成され、さらに火砲または火炎放射器で武装できた。委員会は砲戦車のみが検討に値すると決意したが、歩兵の襲撃に対する防御として、後部に第二砲塔が必要であるとした。またこの計画はシャール F1の計画とよく似ており、おそらく両計画を統合すべきだろうと言及した。

## 第二次世界大戦

FCM F1.

### 1939年9月の計画
1939年9月に第二次世界大戦が勃発した際、1941年に予定されたドイツへの攻勢を準備するため、重戦車を運用可能とするいくつかの緊急措置が取られた。とはいうもののフランスの最高司令部は超重戦車の計画に大きな信頼を持たず、低地の国々が期限内に協約参加を拒否するならば、これらの国々との中立性を破ってヴェストヴァルを迂回しようと意図していた。スケルトン・タンクは先進的に過ぎ、放棄された。急いだにもかかわらず実際の進捗がないため、全ての努力を1つの設計に集約することはできなかった。同様にいつ稼動する試作車が供給されるかもいまだに不透明であった。そこで10月、FCM、ARL、AMXの3社は、各社が異なる2種の試作車の発注を受けた。総計で6種類のモデルである。シャール F1では求められなかったが、これらは既存の鉄道貨車に適合するよう求められた。火炎放射器のモデルは放棄された。
1939年12月22日、より正確な仕様が作られた。FCMでは75mm砲を載せてF1を完成させる事とされた。ただ、F1の車体の上部構造に90mmか105mm砲を載せて製造することも目指された。これは75mm砲の威力が弱すぎる可能性のためである。シャール F1が100mm厚の装甲で設計されたように、この車両も前面120mm厚に強化された。副砲塔は47mm砲を載せ、後方を防御するものとされた。AMXとARLの車両も105mm砲か90mm砲を砲塔に収めた――フランス戦車の常のように砲塔は各々独立している設計である――また副砲塔に47mm砲を載せた。この月、FCMとARLは両社とも1940年夏に試作車の組み立てに入り、一連の車両製造は1941年の終わりとの見込みを示した。AMXがなにがしか正確に製造を予期するには時期尚早だった。ARLは1940年1月17日にシュナイダー社から4基の砲塔を発注された。だが2基の105mm砲塔のみ合意がなされ、単にこれらを生産する余剰性は無いとして90mm砲用の砲塔は拒否された。
1940年2月、SEAM（Société d’Études et d’Application Mécanique、機械研究・応用会社)はポーランド人技師であるアンドレ・ポニャトフスキ王子の設計による戦車を提案した。これは極めて巨大な車両で重量は220tに達した。駆動は出力925馬力のイスパノエンジン2基、ガソリン・電気式のトランスミッションを用いる。車体幅が5m、車体長が12mと縦横比に優れ、旋回が容易であることが指摘されたため、この計画が推奨された。輸送するため、この車両は全長にわたって左右に2分割することができた。この案は1940年4月20日に国防省により却下された。
1940年3月4日、超重戦車計画を監督する新しい小委員会は、90mmまたは105mm砲塔の設計が準備されたこと、つまり紙上のものであることを理解した。スケジュール上望みがないほどの遅延により、AMXの計画を放棄することが決意された。トラクターCは1941年7月まで準備ができず、AMXは4月1日に開発を終了した。小委員会ではFCM F1とARLトラクターCの両試作車の計画を推進し、すぐに前車を10両から15両発注するよう進言した。この進言は戦車研究のための新しい包括委員会に届き、ARLは1940年4月11日に木製のモックアップを1基発表した。翌日にはFCMも1基を発表した。FCMの計画はずっと先進的で、新しい戦車の全てを詳細に示せると判明した。この設計では前面装甲に傾斜装甲を採用し、仕様の代わりに小型砲塔を前方へ置き、後方の砲塔は丈が高められて仕様の75mm砲の代わりに90mm砲を搭載した。本車の計画重量は140tで、2基のルノー製550hpエンジンを用いて24km/hで移動し、電気式の変速装置を用いた。委員会はARLの計画を放棄し、FCM F1に12両の事前発注を出した。配備は1941年5月以降、月に3両から4両とされた。1941年の夏には何両かの戦車を用意できるというこの予想はとても重要な検討事項であり、このとき重戦車の計画全体が、こんな車両は膨大な資源の無駄であってより多数のシャール B1を生産したほうが良いとする観点から強い反対に直面していた。また委員会ではFCMに全周120mm厚の装甲防御をほどこすよう要求した。しかしこれは重量を145tに増やし、最大速力を20km/hに減らすものだった。委員会にとってこれは、将来の「Char de Forteresse」（要塞戦車）に対する、以前の決定からの脱却だった。

### 「要塞戦車」時の計画
1940年2月28日、戦車設計の研究のため新しく「Commission d'Études des Chars」（戦車研究委員会）が設けられた。将来のフランス戦車生産のため一貫性のある方針を作り出すことが目的である。委員会では3種類の車重に基づいた等級を計画した。最も重いものは「Char de Forteresse」、直訳すれば要塞戦車である。この車両は車体に135mmまたは155mm榴弾砲を載せ、砲塔に75mmか90mm砲を載せる「シュペールシャール B」として想定された。その装甲は全周が100mmから120mm厚になるものとされた。にもかかわらずその車重はおよそ80tから100tと極めて楽観的に予想された。駆動は1000馬力のエンジンによる。5月14日、搭載可能な135mmもしくは155mm口径砲が存在しないため、本車は計画打ち切りの決定が下された。

## その後
フランスの陥落後にすべての重戦車や超重戦車の公的な開発は停止させられた。シャール F1は、戦後すぐに生産されたARL-44との相当な類似性が見られる。1944年、連合軍はジークフリートラインを突破するため、FCM F1とまさに同じ用途の新規車両をいくつか開発した。イギリスではトータス重突撃戦車を生産し、アメリカではT28重戦車を生産した。ただし、両方の設計案ともさらに軽量化して重装甲とするために自走砲の形をとっており、多砲塔戦車ではない。FCM F1のような設計が製造に入ることはなかった。

## 登場作品
『トータル・タンク・シミュレーター』
フランスとポーランドの超重戦車FCM F1として使用可能。
『R.U.S.E.』
フランス軍のプロトタイプユニットとして使用可能。